# St. George's (Terra Nova e Labrador)
St. George's é uma pequena cidade localizada na província canadense de Terra Nova e Labrador. De acordo com o censo canadense de 2016 a cidade tinha uma população de 1.203 habitantes.